# Balón de Oro 1972

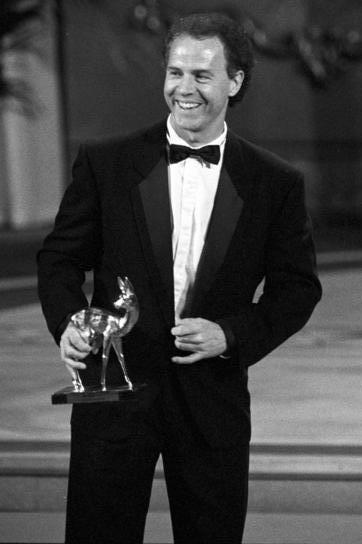
Balón de Oro 1972

La edición de 1972 del Balón de Oro, 17.ª edición del premio de fútbol creado por la revista francesa France Football, fue ganada por el alemán Franz Beckenbauer (Bayern Munich).
El jurado estuvo compuesto por 25 periodistas especializados, de cada una de las siguientes asociaciones miembros de la UEFA: Alemania Occidental, Alemania Oriental, Austria, Bélgica, Bulgaria, Checoslovaquia, Dinamarca, España, Finlandia, Francia, Grecia, Hungría, Inglaterra, Irlanda, Italia, Luxemburgo, Países Bajos, Polonia, Portugal, Rumanía, Suecia, Suiza, Turquía, Unión Soviética y Yugoslavia.
El resultado de la votación fue publicado en el número 1395 de France Football, el 26 de diciembre de 1972.

## Sistema de votación
Cada uno de los miembros del jurado elige a los que a su juicio son los cinco mejores futbolistas europeos. El jugador elegido en primer lugar recibe cinco puntos, el elegido en segundo lugar cuatro puntos y así sucesivamente.
De esta forma, se repartieron 375 puntos, siendo 125 el máximo número de puntos que podía obtener cada jugador (en caso de que los 25 miembros del jurado le asignaran cinco puntos).

## Clasificación final
| Puesto | Jugador              | Equipo                   | Votos | Votos | Votos | Votos | Votos | Votos | Puntos |
| Puesto | Jugador              | Equipo                   | 1º    | 2º    | 3º    | 4º    | 5º    | Total | Puntos |
| ------ | -------------------- | ------------------------ | ----- | ----- | ----- | ----- | ----- | ----- | ------ |
| 1º     | Franz Beckenbauer    | Bayern Munich            | 10    | 4     | 1     | 6     |       | 21    | 81     |
| 2º     | Gerd Müller          | Bayern Munich            | 7     | 4     | 6     | 5     |       | 22    | 79     |
| 2º     | Gunter Netzer        | Borussia Mönchengladbach | 5     | 7     | 6     | 4     |       | 22    | 79     |
| 4º     | Johan Cruyff         | Ajax                     | 3     | 9     | 4     | 5     |       | 21    | 73     |
| 5º     | Piet Keizer          | Ajax                     |       | 1     | 1     |       | 6     | 8     | 13     |
| 6º     | Kazimierz Deyna      | Legia Varsovia           |       |       | 1     | 1     | 1     | 3     | 6      |
| 7º     | Gordon Banks         | Stoke City               |       |       | 1     |       | 1     | 2     | 4      |
| 7º     | Barry Hulshoff       | Ajax                     |       |       | 1     |       | 1     | 2     | 4      |
| 7º     | Włodzimierz Lubański | Górnik Zabrze            |       |       | 1     |       | 1     | 2     | 4      |
| 7º     | Bobby Moore          | West Ham United          |       |       | 1     |       | 1     | 2     | 4      |
| 11º    | Hristo Bonev         | Lokomotiv Plovdiv        |       |       | 1     |       |       | 1     | 3      |
| 11º    | Gerrie Mühren        | Ajax                     |       |       | 1     |       |       | 1     | 3      |
| 11º    | Murtaz Khurtsilava   | Dinamo Tbilisi           |       |       |       | 1     | 1     | 2     | 3      |
| 11º    | Paul Van Himst       | Anderelcht               |       |       |       | 1     | 1     | 2     | 3      |
| 15º    | Antal Dunai          | Újpest Dózsa             |       |       |       | 1     |       | 1     | 2      |
| 15º    | Eusébio              | Benfica                  |       |       |       | 1     |       | 1     | 2      |
| 15º    | Sandro Mazzola       | Inter de Milán           |       |       |       |       | 2     | 2     | 2      |
| 18º    | Amancio              | Real Madrid              |       |       |       |       | 1     | 1     | 1      |
| 18º    | Paul Breitner        | Bayern Munich            |       |       |       |       | 1     | 1     | 1      |
| 18º    | Giorgio Chinaglia    | Lazio                    |       |       |       |       | 1     | 1     | 1      |
| 18º    | Dragan Džajić        | Estrella Roja Belgrado   |       |       |       |       | 1     | 1     | 1      |
| 18º    | Johnny Giles         | Leeds                    |       |       |       |       | 1     | 1     | 1      |
| 18º    | John Greig           | Glasgow Rangers          |       |       |       |       | 1     | 1     | 1      |
| 18º    | Johan Neeskens       | Ajax                     |       |       |       |       | 1     | 1     | 1      |
| 18º    | Gianni Rivera        | Milan                    |       |       |       |       | 1     | 1     | 1      |
| 18º    | Evgueni Rudakov      | Dinamo Kiev              |       |       |       |       | 1     | 1     | 1      |
| 18º    | Marius Trésor        | Olympique Marsella       |       |       |       |       | 1     | 1     | 1      |

## Curiosidades
- Por primera vez, tres jugadores del mismo país copan las tres primeras posiciones de la clasificación final del Balón de Oro, algo que no volvería a repetirse hasta la edición de 1981.
- Esta fue la última vez que Eusébio apareció en la clasificación final del Balón de Oro.